# Procastoroides
Procastoroides — вимерлий рід бобрових гризунів.